# Transnational historie
Transnational historie er en betegnelse for en nyere retning inden for historiefaget, der beskæftiger sig med, hvordan udviklinger inden for ét lands historie gerne er påvirket af udviklinger uden for dette land, fx hvordan Danmarks historie er blevet formet af indtryk fra fransk, tysk eller amerikansk kant. Tanken kan spores tilbage til 1991, hvor Ian Tyrrell pionerer denne tilgang, men mere populært opstod begrebet i disciplinen amerikanske studier i slutningen af 1990erne og siden er termen også blevet optaget af historiefaget som sådan. Idet at begrebet stadig er relativt nyt i historiefaget, er der endnu ikke nogen konsensus, om hvordan begrebet helt præcist skal defineres. Den danske historiker Nils Arne Sørensen har dog betonet, at et vigtigt kendetegn for transnational historie er ”ønsket om at gøre op med det nationale og nationalstaten” som referencerammen for ”historiske analyser og fremstillinger.” Dette opgør kan ses i forbindelse med det forhold, at det moderne historiefag blev grundlagt i 1800-tallet samtidig med, at den nationalistiske bevægelse var på fremmarch i Europa.